# Meylis dicephalus
Meylis dicephalus är en rundmaskart som först beskrevs av Yeates 1967.  Meylis dicephalus ingår i släktet Meylis och familjen Tylencholaimidae. Inga underarter finns listade i Catalogue of Life.